# Twisp
Twisp è un comune degli Stati Uniti d'America, situato nello Stato di Washington, nella Contea di Okanogan.